# Třída Daring (1893)
Třída Daring byla třída torpédoborců Britského královského námořnictva. Celkem byly postaveny dvě jednotky této třídy. Ve službě byly v letech 1895–1912. Torpédoborec Decoy se potopil po srážce s jiným plavidlem. Třída Daring byla druhá (po třídě Havock) ze sedmnácti podtříd raných britských torpédoborců od různých výrobců, které jsou souhrnně označovány jako třída A. Společně s torpédoborci tříd Havock a Ferret byly označovány jako „26-knotters“ (26-uzlové; ve skutečnosti však byla třída Daring o uzel rychlejší.). Uspěly jako prototypy nového typu válečných lodí v britském námořnictvu, které primárně sloužily na obranu proti nepřátelským torpédovkám, ale díky vlastním torpédometům byly rovněž schopny provést torpédový útok.

## Stavba
Celkem bylo postaveny dvě jednotky této třídy. Objednány byly roku 1892, stejně jako třída Havock. Jejich stavbu zajistila loděnice John I. Thornycroft & Company v Chiswicku. Do služby byly torpédoborce přijaty roku 1895.
Jednotky třídy Daring:
| Jméno      | Založení kýlu | Spuštěn            | Vstup do služby | Osud                                                                                  |
| ---------- | ------------- | ------------------ | --------------- | ------------------------------------------------------------------------------------- |
| HMS Daring | červenec 1892 | 25. listopadu 1893 | únor 1895       | Vyřazen 1912.                                                                         |
| HMS Decoy  | červenec 1892 | 2. února 1894      | červen 1895     | Dne 13. srpna 1904 se potopil u pobřeží Cornwallu po kolizi s torpédoborcem HMS Arun. |

## Konstrukce

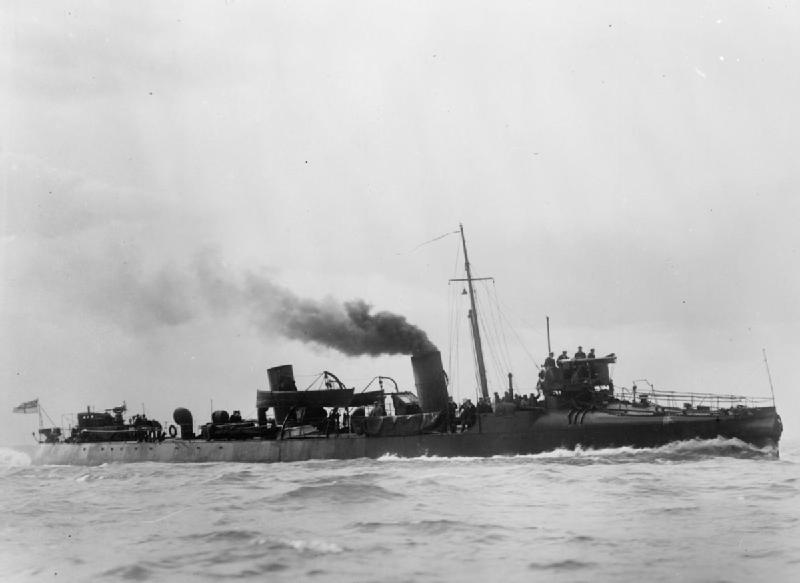
HMS Decoy

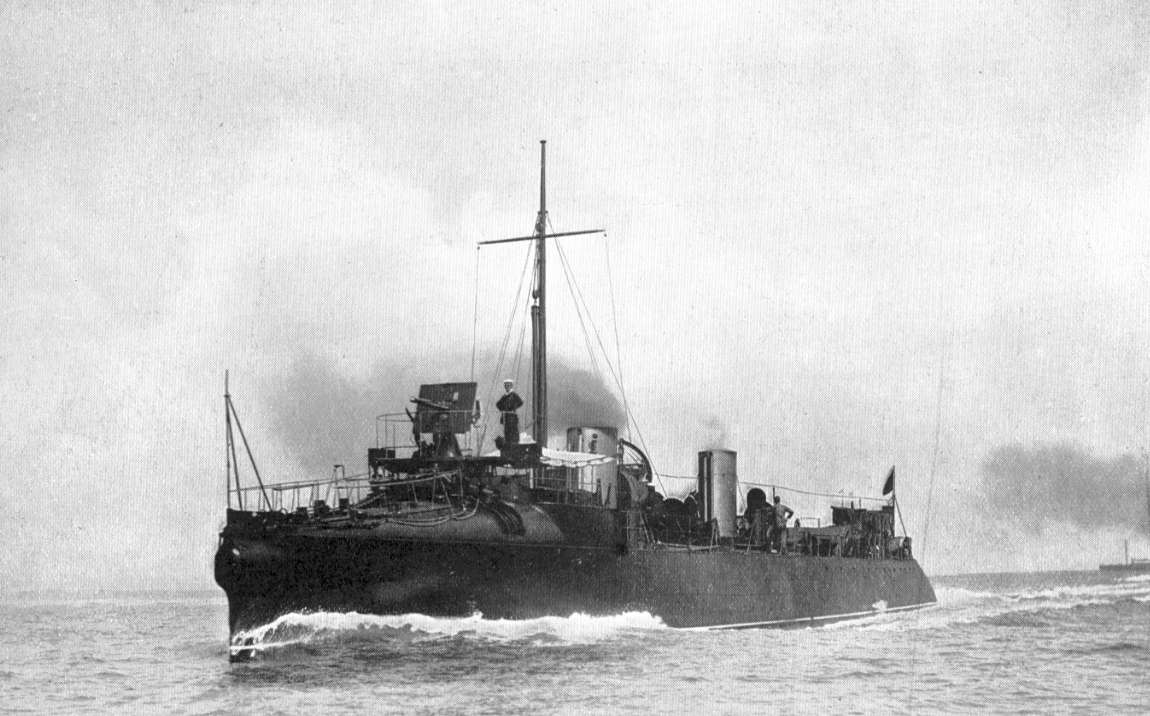
HMS Daring

Výzbroj byla shodná jako u tříd Havock a Ferret. Plavidla nesla jeden 76mm kanón (12liberní), tři 57mm kanóny (6liberní), jeden pevný 457mm torpédomet v přídi a dále dva jednohlavňové 457mm torpédomety umístěné na palubě. Nesena byla dvě náhradní torpéda. V případě potřeby mohly být palubní torpédomety nahrazeny dalšími dvěma 57mm kanóny. Pohonný systém torpédoborce tvořily tři vodotrubné kotle Thornycroft a dva čtyřválcové parní stroje s trojnásobnou expanzí o výkonu 4200 hp, roztáčející dva lodní šrouby. Spaliny odváděly dva komíny. Nejvyšší rychlost dosahovala 27 uzlů. Dosah byl 865 námořních mil při rychlosti jedenáct uzlů.

## Modernizace
Roku 1900 byl odstraněn příďový torpédomet. Roku 1905 byly na plavidle Daring torpédomety trvale nahrazeny dvěma 57mm kanóny.